# Nénètse de la toundra
Le nénètse de la toundra est une langue samoyède parlée par approximativement 25 000 personnes, principalement en Sibérie, entre la péninsule de Kanine et le Ienisseï, et l'un des deux principaux dialectes nénètse. Comme son nom l'indique, il est étroitement apparenté au nénètse des forêts, parlé par un plus petit nombre de locuteurs. Comme ce dernier, il s'écrit traditionnellement à l'aide d'une variation de l'alphabet cyrillique.